# Arctostaphylos parryana
Arctostaphylos parryana là một loài thực vật có hoa trong họ Thạch nam. Loài này được Lemmon mô tả khoa học đầu tiên năm 1890.

## Hình ảnh

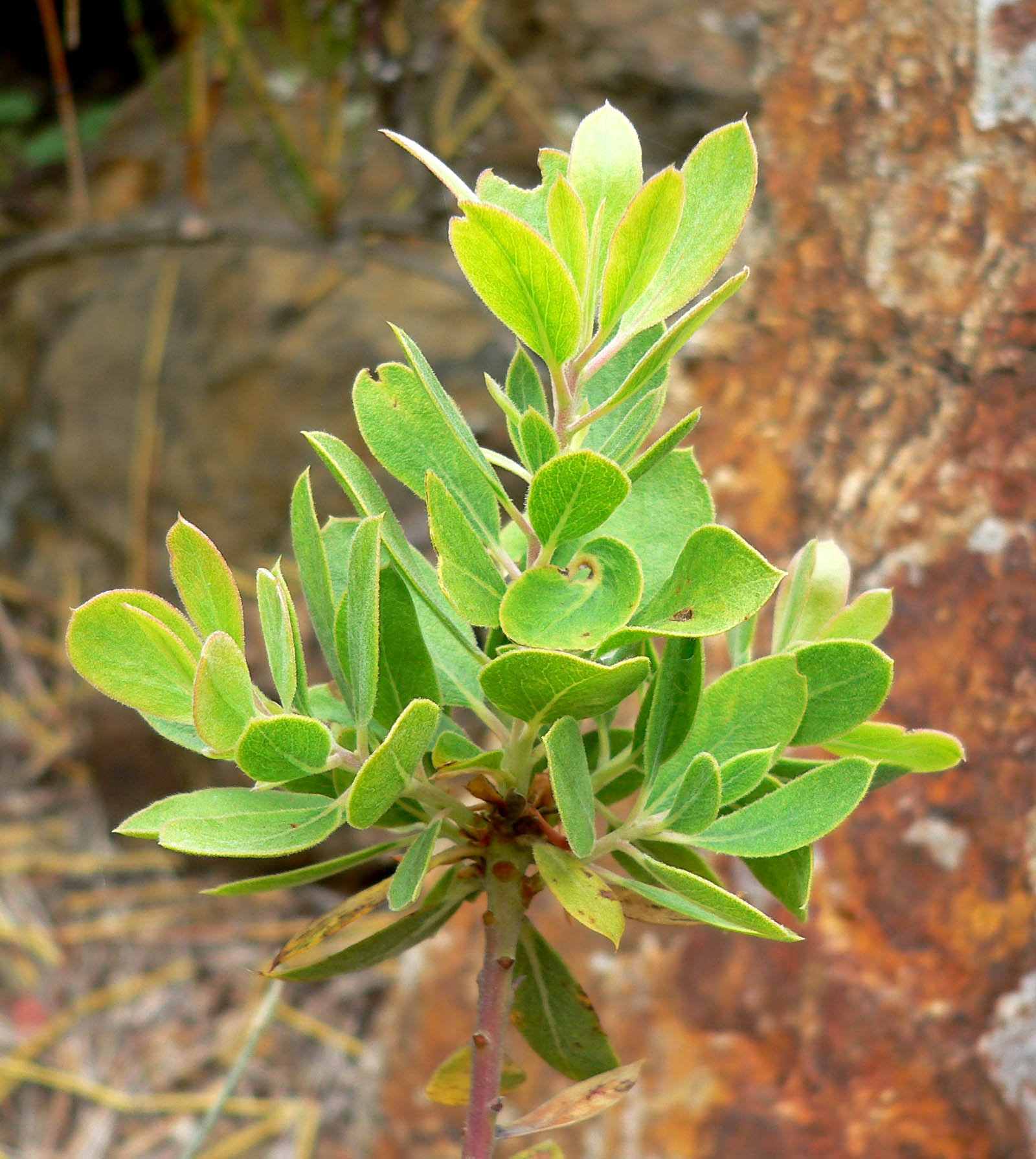